# Premio UEFA al Mejor Jugador en Europa 2019
El Premio UEFA al Mejor Jugador en Europa 2019 es un galardón que se otorgó por la Unión de Asociaciones de Fútbol Europea (UEFA) al mejor futbolista europeo de la temporada 2018-19. La distinción le fue entregada al ganador, Virgil van Dijk, en Mónaco, el 29 de agosto de 2019.

## Palmarés
Entre los diez seleccionados a optar a finalistas, el Liverpool F. C. fue el club más representado con cuatro jugadores, seguido por los dos del A. F. C. Ajax.

### Finalistas
| Posición | Futbolista        | Club            | Votos |
| -------- | ----------------- | --------------- | ----- |
| 1.ª      | Virgil van Dijk   | Liverpool F. C. | 305   |
| 2.ª      | Lionel Messi      | F. C. Barcelona | 207   |
| 3.ª      | Cristiano Ronaldo | Juventus F. C.  | 74    |

### Preseleccionados
Los tres finalistas salieron de un total de diez jugadores que finalizaron clasificados según los puntos obtenidos en las votaciones.
| Posición | Futbolista       | Club                  | Puntos |
| -------- | ---------------- | --------------------- | ------ |
| 4.ª      | Alisson Becker   | Liverpool F. C.       | 57     |
| 5.ª      | Sadio Mané       | Liverpool F. C.       | 51     |
| 6.ª      | Mohamed Salah    | Liverpool F. C.       | 49     |
| 7.ª      | Eden Hazard      | Chelsea F. C.         | 38     |
| 8.ª      | Matthijs de Ligt | A. F. C. Ajax         | 27     |
| 8.ª      | Frenkie de Jong  | A. F. C. Ajax         | 27     |
| 10.ª     | Raheem Sterling  | Manchester City F. C. | 12     |

| Predecesor: 2018 | Premio al Mejor Jugador de Europa de la UEFA 2019 | Sucesor: 2020 |

- Datos: Q104185048